# جليزا 3634 b
جليزا 3634 b (بالإنجليزية: Gliese 3634 b)‏ الذي يرمز له بالرمز GJ 3634 b، هو كوكب خارج المجموعة الشمسية، وأرض هائلة، في كوكبة الشجاع، يتبع GJ 3634 ‏.

## الاكتشاف
اكتشف في 7 فبراير 2011، وكانت طريقة الاكتشاف دوبلر الطيفي.